# DVB-T Rhein-Neckar

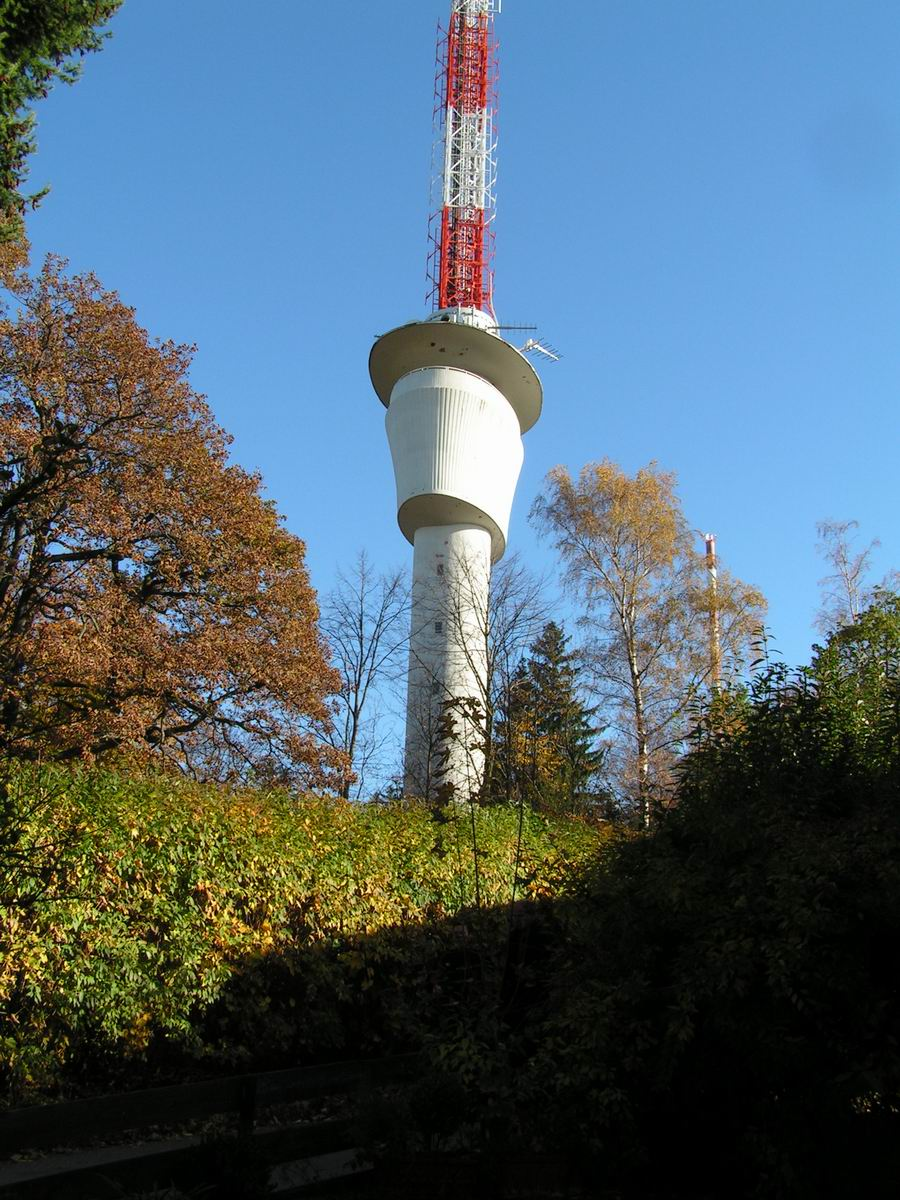
Ansicht des Königstuhls

DVB-T Rhein-Neckar ist eine DVB-T-Senderegion im Südwesten Deutschlands.

## Geschichte
Die Metropolregion Rhein-Neckar, mit 2,4 Millionen Einwohnern siebtgrößter Wirtschaftsraum Deutschlands, wurde am 17. Mai 2006 mit der Aktivierung der digitalen Sendeanlage auf dem Königsstuhl die erste DVB-T-Senderegion im Südwesten Deutschlands. Fünf Tage später, am 22. Mai 2006, wurde der DVB-T-Betrieb in der Metropolregion Stuttgart auf dem Stuttgarter Fernmeldeturm im Gleichwellentechnikbetrieb mit dem Sender Königsstuhl aufgenommen. Ab 5. November 2008 wird das Gleichwellennetz mit Stuttgart, und größtenteils Würzberg (Odenwald), aufgelöst, da dem Standort Heidelberg neue Frequenzen zugeteilt wurden.
In der Metropolregion Berlin wurde DVB-T bereits im November 2002 und im Oktober 2004 in der Metropolregion Rhein-Main eingeführt. Offiziell wurde die eklatante Verzögerung mit der "schwierigen" Topografie im Norden Baden-Württembergs begründet. Letztendlich wurden die analogen Sender lediglich mit DVB-T Hardware ausgestattet, wodurch sich eine Funkpause von 24 Stunden ergab. Es liegt nahe, dass die Verzögerung durch ein Finanzierungsgerangel zwischen Landtag, LFK und öffentlich-rechtlichen Programmanbietern (ARD, ZDF, SWR) verursacht wurde. Zudem hoffte man, dass die privaten Programmanbieter (ProSiebenSat.1 Gruppe, RTL Gruppe) sich am DVB-T-Start und den Kosten der Installationen in Baden-Württemberg beteiligen würden. Die privaten Programmanbieter waren dazu jedoch nicht bereit, da nach ihrem Verständnis durch die veränderte Rechtslage und die nun fehlenden Zuschüsse (neue EU-Richtlinien verbieten nun öffentliche Zuschüsse für DVB-T) ein DVB-T-Engagement in Rhein-Neckar mit seinen 2,4 Millionen Einwohnern (mit Raum Stuttgart 6 Millionen) in keinem Verhältnis zu den Kosten stände. In Berlin und Frankfurt am Main wurden diese Zuschüsse den privaten Programmanbietern gewährt und so dazu bewegt für diese Regionen einen anderen Standpunkt zu der Frage der Teilnahme an den DVB-T Infrastrukturkosten einzunehmen und beizubehalten, auch nachdem die Subventionen zurückgezahlt werden mussten.

## Empfang im Rhein-Neckar-Gebiet

### Flächendeckend seit Mai 2006
Am 17. Mai 2006, rechtzeitig zur Fußball-Weltmeisterschaft 2006, wurde die terrestrische Ausstrahlung der Fernsehsignale in der Region Rhein-Neckar digitalisiert, sprich auf DVB-T umgestellt und die analogen Fernsehsender abgeschaltet. Zunächst wurde nur vom Königstuhl (Heidelberg) zusammen mit dem Stuttgart-Frauenkopf und ab 29. Mai 2006 auch teilweise zusammen mit Würzberg (Odenwald) gesendet bis nach und nach weitere DVB-T-Infrastruktur in Betrieb genommen.
Von 5. November 2006 bis 4. November 2008 war die Kanalverteilung eine andere, nämlich ARD National (SWR) E50, ARD Regional (SWR) Baden-Württemberg E53, ZDF-mobil E27. Die Belegung seit 5. November 2008 findet sich in der folgenden Tabelle.
Für genauere Informationen bitte den jeweiligen Standort unter SFN wählen.
| Kanal | Frequenz (MHz) | Multiplex                            | Sender im Multiplex | Gleichwellennetz (SFN)                                                                               |
| ----- | -------------- | ------------------------------------ | --- | --- |
| 60    | 786            | ARD national (SWR)                   | - Das Erste (SWR) - arte - Phoenix - One                                                                                 | Königstuhl (Heidelberg), Langenbrand (Pforzheim), Fremersberg (Baden-Baden), Kettrichhof (Pirmasens) |
| 49    | 698            | ARD regional (SWR) Baden-Württemberg | - hr-fernsehen - Bayerisches Fernsehen Süd (Schwaben/Altbayern) - SWR Fernsehen Baden-Württemberg - WDR Fernsehen (Köln) | Königstuhl (Heidelberg), Langenbrand (Pforzheim), Fremersberg (Baden-Baden)                          |
| 21    | 474            | ZDFmobil                             | - ZDF - 3sat - ZDFinfokanal - KI.KA/ZDFneo                                                                               | Königstuhl (Heidelberg), Würzberg (Odenwald)                                                         |

Alle Sender übertragen mit DVB-T ihre EPG (Electronic Programming Guide) Information für die nächsten 7 Tage.
Die DVB-T-Sendeleistung beträgt jeweils 50 kW pro Sender, was nur 10 %–50 % der Leistung der alten analogen TV-Sendeanlagen (100 kW–500 kW) bei gleicher Reichweite und besserer Ausleuchtung der Täler ist. Dadurch wird der Energieverbrauch vermindert und der Umstieg auf DVB-T ist somit auch aus wirtschaftlicher Sicht vorteilhaft. Die maximale Reichweite des DVB-T-Signals liegt bei ca. 100–120 km, wenn keine Hindernisse im Weg des Signals liegen. Als Hindernisse gelten Gebirge bzw. Berge, Wälder und Hochhäuser.
Hauptsender ist der Heidelberger Fernsehturm auf dem Königsstuhl. Ein Empfang über eine Zimmerantenne ist im Kerngebiet um Mannheim, Ludwigshafen am Rhein, Heidelberg, Worms und Speyer möglich. Über Hausantenne ist der Empfang im Osten bis in den Odenwald (weit über die A 81 hinaus), im Norden bis weit in das Rhein-Main-Gebiet hinein (jedoch durch die Berge des Odenwaldes in Richtung Nord-Nord-Ost eingeschränkt), im Westen bis zum Pfälzerwald und im Süden bis weit hinter Rastatt möglich. Der Stuttgarter Fernmeldeturm ist im Gleichwellennetz mit dem Königstuhl bei Heidelberg synchron geschaltet. Hierdurch wurde z. B. in Heilbronn, Neckarsulm und Sinsheim der Empfang wesentlich verbessert. Mit einer Umstellung der Heidelberger Frequenzen am 5. November 2008 wurde das SFN mit Stuttgart aufgehoben, was den Empfang in den Überschneidungsgebieten mit Stuttgart etwas verschlechtert hat.
Im Gegensatz zu Berlin/Brandenburg, Rhein-Main und anderen DVB-T Regionen beteiligen sich in Baden-Württemberg die Privatsender (ProSiebenSat.1 Gruppe sowie RTL Gruppe) nicht. Sender wie RTL, Sat.1, ProSieben oder VOX sind daher über die Sender des DVB-T Rhein-Neckar nicht zu empfangen. Bis 20. April 2007 wurde RTL analog (PAL) über den Fernmeldeturm Heidelberg ausgestrahlt, jedoch mit wesentlich weniger Leistung (0,5 kW) als die öffentlich-rechtlichen Sender (100–500 kW).

### DVB-T Rhein-Main
Aufgrund der guten Empfangsbedingungen im Oberrheingraben strahlen die Sendeanlagen Großer Feldberg und Hohe Wurzel (bei Wiesbaden) des DVB-T-Sendegebiets Rhein-Main bis tief in das Rhein-Neckar-Gebiet hinein. Die Sender Großer Feldberg und Hohe Wurzel liegen circa 80–100 km entfernt. Topografie und Entfernung begünstigen einen Empfang im Rhein-Neckar-Gebiet, wie auch umgekehrt der Empfang des Signals des Senders Königstuhl im Rhein-Main-Gebiet und im hessischen Odenwald möglich ist.
Das für das Rhein-Main-Gebiet ausgestrahlte digitale Senderangebot mit seinen 24 Sendern (Stand November 2011, inklusive Privatsender) kann daher auch über eine nach Norden ausgerichtete vertikal polarisierte Dachantenne in Worms, Viernheim, Mannheim, Heidelberg, Ludwigshafen am Rhein und Bruchsal genutzt werden. Wer freie Sicht nach Norden Richtung Rhein-Main genießt, hat gute Chancen, mit einer Zimmerantenne ein verwertbares Signal zu empfangen. Dafür muss man aber sprichwörtlich den nördlichen Horizont sehen können. Wenn dies nicht der Fall ist, z. B. durch einen Wald, einen kleinen Hügel, ein großes Gebäude oder ähnliche Hindernisse verdeckte Sicht, kann man das Signal aus Rhein-Main nicht empfangen. Fernsehsignale, ob analog oder digital, breiten sich relativ geradlinig aus. Im Vergleich dazu werden die niederfrequenteren UKW-Signale eher um Hindernisse herum gebeugt. Durch Reflexionen an geeigneten Objekten kann das Signal eventuell auch in Situationen ohne direkte Sichtverbindung empfangen werden.